# إيمرسون هايندمان
إيمرسون هايندمان (بالإنجليزية: Emerson Hyndman)‏ (9 أبريل 1996 دالاس الولايات المتحدة - ) هو لاعب كرة قدم أمريكي، يلعب كلاعب وسط.

## روابط خارجية
- إيمرسون هايندمان على موقع الاتحاد الدولي (مؤرشف)  (الإنجليزية)
- إيمرسون هايندمان على موقع الدوري الأمريكي (الإنجليزية)
- إيمرسون هايندمان على موقع قاعدة بيانات كرة القدم.إي يو (الإنجليزية)
- إيمرسون هايندمان على موقع ناشيونال فوتبول تيمز (الإنجليزية)
- إيمرسون هايندمان على موقع Soccerbase.com (لاعب) (الإنجليزية)
- إيمرسون هايندمان على موقع Soccerway.com (الإنجليزية)
- إيمرسون هايندمان على موقع عالم كرة القدم.نت (الإنجليزية)
- إيمرسون هايندمان على موقع AS.com (الإسبانية)